# Léon Susse
Léon Susse (Paris, 23 de setembro de 1844 — 16 de abril de 1910) foi um velejador francês, medalhista olímpico. Ele competiu nas provas de classe 2 – 3 Ton realizadas nos Jogos Olímpicos de Verão de 1900, conquistou a medalha de prata tanto na primeira quanto na segunda corrida disputada a bordo do Favorite 1 ao lado de Jacques Doucet, Auguste Godinet e Henri Mialaret.